# Zengi
Imad ad-Din Zengi sau Zengi (n. 1087, Alep, Siria – d. 14 septembrie 1146, Qal'at Ja'bar⁠(d), Guvernoratul Ar-Raqqa, Siria) a fost un conducător musulman care a purtat războaie împotriva armatelor cruciate. Căderea Edesei realizata de Zengi a dus la declanșarea celei de-a doua cruciade. Fiul lui, Zengi Nureidin, a unificat Siria și Egiptul.